# Kołobrzeg
Kołobrzeg ([kɔˈwɔbʒεk], kiejtéseⓘ, németül: Kolberg, kasub nyelven: Kòlbrzég) város Lengyelországban, a Nyugat-pomerániai vajdaságban, mintegy 47 000 lakossal. Jelentős kikötőváros.

## Fekvése
A Balti-tenger partján fekszik, a Parsęta folyó torkolatánál, a Nyugat-pomerániai vajdaságban.

## Története
Kolberg  1277-ben Cammin zárdának jutott birtokába, amellyel együtt 1648-ban Brandenburghoz került. 1760-ban, hétéves háború során, a svédek és oroszok sikertelenül ostromolták; 1761-ben Pjotr Rumjancev négy hónapi ostrom után megadásra kényszerítette.
A negyedik koalíciós háborúban, 1807-ben Napóleon hadserege ostromolta meg a várost. Gneisenau, Ferdinand von Schill és Joachim Nettelbeck polgár parancsnokságával a katonák és a polgárok megvédték városukat. A vár egészen a békekötésig a poroszok kezében maradt. A történelmi eseményt a nemzetiszocialista propaganda 1944-ben, a Kolberg című – hatalmas költségű – játékfilm készítéséhez használta fel. A város történelmi központja a második világháború idején megsemmisült.